# Kuppenalb bei Laichingen und Lonetal
Das FFH-Gebiet Kuppenalb bei Laichingen und Lonetal liegt im Osten von Baden-Württemberg und ist Bestandteil des europäischen Schutzgebietsnetzes Natura 2000. Es wurde 2015 durch die Zusammenlegung von vier bereits bestehenden FFH-Gebieten durch das Regierungspräsidium Tübingen zur Ausweisung angemeldet und durch Verordnung des Regierungspräsidiums Tübingen vom 5. November 2018 (in Kraft getreten am 11. Januar 2019), ausgewiesen.

## Lage
Das rund 1794 Hektar (ha) große Schutzgebiet Kuppenalb bei Laichingen und Lonetal liegt in den Naturräumen Mittlere Kuppenalb, Mittlere Flächenalb, Albuch und Härtsfeld und Lonetal-Flächenalb. Die 39 Teilgebiete befinden sich in den Gemeinden Amstetten, Beimerstetten, Bernstadt, Blaustein, Börslingen, Dornstadt, Laichingen, Langenau, Lonsee, Merklingen, Nellingen, Nerenstetten, Weidenstetten, Westerheim und Westerstetten im Alb-Donau-Kreis sowie Römerstein im Landkreis Reutlingen.

## Beschreibung
Das Gebiet ist durch eine Vielzahl kleiner Teilflächen stark zergliedert und hat eine Gesamtausdehnung von ca. 40 Kilometern in West-Ost-Richtung.
Der Landschaftscharakter des Schutzgebiets wird im Wesentlichen durch die zahlreichen Kuppen, Trockentäler und Mulden der Kuppenalb bestimmt. Hier finden sich vor allem magere Flachlandmähwiesen und Magerrasen, aber auch Felsen.

## Geschichte
Das Schutzgebiet ist durch die Zusammenlegung der ursprünglichen FFH-Gebiete 7423-343 „Gebiete zwischen Laichingen und Donnstetten“, 7524-342 „Alb um Nellingen/Merklingen“, 7425-341 „Lonetal Kuppenalb“, und
7526-341 „Westliche Lonetal-Flächenalb“ entstanden. Diese bestanden bereits seit dem Jahr 2005.

## Schutzzweck

### Lebensraumtypen
Folgende Lebensraumtypen nach Anhang I der FFH-Richtlinie kommen im Gebiet vor:
| EU Code | * | Lebensraumtyp (offizielle Bezeichnung)                                                                          | Kurzbezeichnung                              |
| ------- | - | --- | -------------------------------------------- |
| 3150    |   | Natürliche eutrophe Seen mit einer Vegetation des Magnopotamions oder Hydrocharitions                           | Natürliche nährstoffreiche Seen              |
| 3260    |   | Flüsse der planaren bis montanen Stufe mit Vegetation des Ranunculion fluitantis und des Callitricho-Batrachion | Fließgewässer mit flutender Wasservegetation |
| 5130    |   | Formationen von Juniperus communis auf Kalkheiden und -rasen                                                    | Wacholderheiden                              |
| 6110    | * | Lückige basophile oder Kalk-Pionierrasen (Alysso-Sedion albi)                                                   | Kalk-Pionierrasen                            |
| 6210    |   | Naturnahe Kalk-Trockenrasen und deren Verbuschungsstadien (Festuco-Brometalia)                                  | Kalk-Magerrasen                              |
| 6230    | * | Artenreiche montane Borstgrasrasen (und submontan auf dem europäischen Festland) auf Silikatböden               | Artenreiche Borstgrasrasen                   |
| 6510    |   | Magere Flachland-Mähwiesen (Alopecurus pratensis, Sanguisorba officinalis)                                      | Magere Flachland-Mähwiesen                   |
| 6520    |   | Berg-Mähwiesen                                                                                                  | Berg-Mähwiesen                               |
| 8210    |   | Kalkfelsen mit Felsspaltenvegetation                                                                            | Kalkfelsen mit Felsspaltenvegetation         |
| 8310    |   | Nicht touristisch erschlossene Höhlen                                                                           | Höhlen und Balmen                            |
| 9130    |   | Waldmeister-Buchenwald (Asperulo-Fagetum)                                                                       | Waldmeister-Buchenwald                       |
| 9180    | * | Schlucht- und Hangmischwälder (Tilio-Acerion)                                                                   | Schlucht- und Hangmischwälder                |

### Arteninventar
Folgende Arten von gemeinschaftlichem Interesse kommen im Gebiet vor:
| Bild                | EU Code | * | Art                 | wissenschaftlicher Name | Artengruppe |
| ------------------- | ------- | - | ------------------- | ----------------------- | ----------- |
| Kammmolch           | 1166    |   | Kammmolch           | Triturus cristatus      | Amphibien   |
| Gelbbauchunke       | 1193    |   | Gelbbauchunke       | Bombina variegata       | Amphibien   |
| Bechsteinfledermaus | 1323    |   | Bechsteinfledermaus | Myotis bechsteinii      | Säugetiere  |
| Großes Mausohr      | 1324    |   | Großes Mausohr      | Myotis myotis           | Säugetiere  |
| Biber               | 1337    |   | Biber               | Castor fiber            | Säugetiere  |
| Grünes Besenmoos    | 1381    |   | Grünes Besenmoos    | Dicranum viride         | Moose       |
| Gelber Frauenschuh  | 1902    |   | Gelber Frauenschuh  | Cypripedium calceolus   | Pflanzen    |

### Zusammenhängende Schutzgebiete
Folgende Naturschutzgebiete sind Bestandteil des FFH-Gebiets:
- Salenberg
- Bleich
- Geißrucken
- Sandburr
- Galgenberg
- Mönchsteig
- Heiden im Langen Tal
- Kuhberg
- Laichinger Eichberg
- Heiden in Lonsee und Amstetten
- Ägenberg-Ofenloch
- Laushalde

Das Vogelschutzgebiet Salenberg liegt beinahe vollständig innerhalb des FFH-Gebiets.